# Mitraha
Isla Mitraha es el nombre de una isla situada en el noreste del Lago Tana, en Etiopía, a una milla de la orilla del lago, en la latitud y longitud de 12°11′N 37°34′E / 12.183, 37.567 La isla contiene las ruinas de un número considerable de iglesias. La primera iglesia construida en la isla, por el Emperador etíope Dawit II fue quemada por el Imam Ahmad Gragn. Estructuras posteriores incluían una gran iglesia de mampostería construida por el emperador etíope Yohannes I, y el mausoleo del emperador Iyasu I, las cuales fueron quemadas por los invasores Derviche en 1887.
Cuando el explorador Arthur J. Hayes visitó Mitraha el 14 de enero de 1904, dijo que encontró "la perfecta pequeña isleta, con pintorescas cabañas con techo de paja y follaje, entre una ruinosa iglesia vieja".